# Naima Nadir
Pour les articles homonymes, voir Nadir.
Naima Nadir, née le 13 décembre 1987, est une taekwondoïste marocaine.

## Carrière
Naima Nadir est médaillée de bronze dans la catégorie des moins de 46 kg aux Championnats d'Afrique de taekwondo 2010 à Tripoli.